# Pondok Kopi (Teras Terunjam)
Pondok Kopi is een bestuurslaag in het regentschap Muko-Muko van de provincie Bengkulu, Indonesië. Pondok Kopi telt 954 inwoners (volkstelling 2010).